# Miquel Adlert i Noguerol
Miquel Adlert y Noguerol (Paterna, 1911-Valencia, 12 de octubre de 1988) fue un escritor y editor español.

## Biografía
Siendo miembro de la alta burguesía valenciana y profundamente cristiano, estudió derecho y más tarde ejerció como juez. En enero de 1925, mientras estudiaba Bachillerato en el Instituto Lluís Vives de Valencia, se adscribió ideológicamente al nacionalismo valenciano. El 1934 fue militante de la Acció Nacionalista Valenciana, donde junto con Xavier Casp iba a tener un papel importante. Con este iba a formar un tándem inseparable durante 54 años. Se conocieron cuando Adlert tenía 23 años y Caspe apenas 18, en una junta general celebrada en 1934. Adlert se unió al partido que era raíz de la publicación Acció, órgano de ANV y uno de los pocos periódicos escritos en valenciano entonces. Poco después de unirse al partido, Adlert pasaría a formar parte de la directiva de ANV como consejero de Cultura, y escribiría por el periódico a partir del número 44, del 30 de marzo de 1934, con el pseudónimo de Donyet. También escribiría el editorial (sin firmar) del último número de la publicación, el 112, aparecido el 18 de julio de 1936.
Al acabar la guerra civil española formó parte de la directiva de Lo Rat Penat, de donde fue expulsado por ser separatista e intentó reconstituir la Acció Valenciana como sociedad conectada con el Movimiento Nacional, a la vez que contactó con miembros de la Lliga Catalana y de UDC, pero en 1940 fue disuelta por orden del gobierno.
El 1943 fundó con Xavier Casp el editorial Torre en Valencia, que dio a conocer la mayor parte de los escritores valencianos de la posguerra, y la revista literaria Esclat (1948). A pesar de esto, cuando el 1948 intentaban sacar esta revista, fueron dados por la censura, para la que resultaba sospechosa la iniciativa de una publicación en valenciano. Cuando argumentaron: "Es que nosotros somos católicos" la réplica del censor no dejó dudar: «¿Católicos? ¿Católicos? ¡En esto son peores los católicos!».
El 1956 se enfrentó dialécticamente a Joan Fuster y rompió definitivamente con él después de su publicación de Nosotros, los valencianos el 1962. A comienzo de los años setenta desarrolló posiciones anticatalanistas y de aislacionismo lingüístico, rechazando el concepto Países Catalanes, y reivindicando las instituciones del antiguo Reino de Valencia dando base al movimiento regionalista valenciano y anticatalanista conocido como blaverismo. A comienzos de los años 1980 participó en la elaboración de las secesionistas Normas del Puig.
Era autor de varios libros narrativos, entre los cuales destacan la novela corta El Salze a la sendera (1953), el libro de cuentos Coral al nu (1956) y la novela larga I la pau (1953). Entre su producción política destacan su obra aislacionista En defensa de la llengua valenciana (1977) y obras de carácter histórico-jurídico cómo: El Espirit jurídic del Rei don Jaume (1980), Notes sobre els Furs de València (1980), Sobre dos temes jurídics (1982) y El compromís de Casp (1984).
Gran amante de los deportes, escribió un importante archivo de artículos sobre diferentes modalidades. De joven, por un problema de las piernas, jugó al fútbol como portero, y murió siendo el socio número 55 del Valencia Cf.

## Obras
- I la pau (1953)
- El salze a la sendera (1953)
- Cor al nu (1956)
- En defensa de la llengua valenciana (1977)
- De la meua catacumba (1984)
- El compromis de Casp, qüestio juridica (1984)
- Del periodisme meu (1984)